# Henok Goitom
Henok Goitom (Solna, Suecia, 22 de septiembre de 1984) es un exfutbolista y entrenador eritreo que jugaba como delantero. Desde julio de 2025 dirige al Degerfors IF.

## Trayectoria

### Como jugador

#### Udinese Calcio
Fichó por el Udinese en 2003, pero no debutó hasta el 19 de febrero de 2005, partido de la Serie A en el que además logró anotar un gol. El partido fue contra el Inter de Milán y el encuentro terminó en 1-1. En el equipo italiano tan solo tubo una oportunidad más de jugar y fue en las semifinales de la Copa Italia de la temporada Copa Italia 2004-05.
En las dos temporada que estuvo en el Udinense tan solo pudo disputar 2 encuentro en total haciendo que en verano de 2005 fuese cedido a otros clubes.

#### Ciudad de Murcia
Goitom pasó las siguientes dos campañas en el Ciudad de Murcia de la Segunda División de España. Allí fue uno de los jugadores más destacados, contribuyendo al éxito del club que finalizó cuarto en la clasificación dos años seguidos. En su última temporada en este equipo marcó 15 goles.
Con la venta del Ciudad de Murcia al empresario granadino Carlos Marsá, el Real Murcia y la U. D. Almería se interesaron en su fichaje. Por parte del Almería dijeron que tenían un acuerdo firmado por el Udinese. El jugador manifestó su deseo de volver a jugar en Murcia, ya que la última temporada había jugado allí. 

#### Real Murcia
Finalmente el Real Murcia se hizo con el jugador por 4 temporadas, previo pago de 3 millones de euros al Udinese.
El 25 de agosto de 2007 debuta con el Real Murcia en Primera División, en el partido ante el Real Zaragoza, partido en el que consiguieron la victoria por 2-1. No realiza un buen campeonato y solo anota 2 goles con los granas.

#### Real Valladolid
En la temporada 2008-2009, el club pimentonero cede al jugador al Real Valladolid por 600 000 euros. Tras unos inicios titubeantes, consigue afianzarse en el once titular y marcar 10 goles en 29 partidos de Liga. Finalizada la temporada, el club pucelano decide no ejercer la opción de compra que tenía sobre el jugador.

#### U. D. Almería
Para la temporada temporada 2009-10, el Real Murcia y la U. D. Almería llegan a un acuerdo para traspasar al jugador al club almeriense por 4 temporadas, por la cantidad de 2,2 millones de euros.
Fue el primer futbolista de la liga española en cambiar la serigrafía de su nombre en la camiseta que actualmente muestra con letras en tigriña, el idioma más hablado del país de procedencia de su familia. Esto genera diversidad de opiniones entre los aficionados de su equipo, habiendo algunos que consideran que antepone detalles como este a su trabajo como profesional. El 5 de diciembre de 2010 fue abucheado ante el Real Zaragoza tras ser el protagonista de una de las pifias de la jornada, fallando un gol a puerta vacía. Poco después, la afición pedía su sustitución gritando desde la grada para pedir la entrada de su compañero Leo Ulloa.
Cierta parte de la afición no perdona su desplante a su actual club dos temporadas antes de su fichaje, cuando optó por fichar por el Murcia cuando el presidente de la U. D. Almería, Alfonso García, aseguraba tener un contrato firmado por el representante del jugador que, como curiosidad, aseguraba el directivo, estaba plasmado en una servilleta.

#### AIK Solna
El 13 de agosto de 2012 rescinde su contrato con la U. D. Almería y vuelve a su país para jugar en el AIK Solna de su ciudad natal.

#### Getafe C. F.
En marzo de 2016 se convierte en nuevo jugador del Getafe C. F. El sueco llega al sur de la capital hasta final de temporada, tal y como ha anunciado la web oficial azulona. El ariete llega libre tras su etapa en el AIK de Estocolmo, en donde ha anotado un total de 39 goles en tres campañas, 13 en la última.

#### San Jose Earthquakes
Tras su paso por el Getafe, en agosto de 2016 firmó por seis meses, con opción de ampliación, con el San Jose Earthquakes de la MLS.
En su paso por la liga norteamericana, logró jugar 8 partidos sin la fortuna de anotar algún gol.
El 2 de diciembre de 2016 el club anunció que no ejercería la opción de prórroga por Goitom.

#### Regreso a AIK Solna
En marzo de 2017 regresó al AIK Solna, donde anota 5 goles en 24 partidos disputados en esa temporada.
En 2018, tras el retiro de Nils-Eric Johansson, Goitom se convierte en el capitán del equipo y en la Allsvenskan 2018, anota 12 goles en 30 partidos disputados en liga, siendo parte importante del 12.º título de liga del club.
Al momento de levantar el trofeo, Goitom llama a Johansson para en un gesto simbólico, levantar juntos la copa, como símbolo de la importancia que tuvo este último en las campañas anteriores del club.
En las termporadas 2020 y 2021 continuó siendo un jugador importante para el equipo anotando un total 12 goles en 2020 y cinco en 2021.
Posteriormente, el jugador anunció su retiro de la actividad para fines de 2021, luego de extender su contrato por dos años más como jugador activo y otros dos años más como parte del cuerpo técnico del AIK Solna

### Como entrenador
El 19 de agosto de 2022 fue nombrado como entrenador interino del AIK Estocolmo para lo que quedaba de temporada tras la marcha de Bartosz Grzelak. Sin embargo, al no disponer de la licencia necesaria para ejercer de entrenador, el 18 de octubre fue sustituido en el cargo por Peter Wennberg y pasó a ser miembro de su cuerpo técnico. Casi dos años después, en junio de 2024, y coincidiendo con la salida de Henning Berg, volvió a ocupar el puesto de técnico interino.
En julio de 2025 fue contratado por el Degerfors IF para ser su entrenador hasta finales de 2026.

## Selección nacional
Representó a Suecia en categorías inferiores. Jugó tres partidos en la selección sub-19, convirtiendo un gol; mientras que con la selección sub-21 llegó a disputar 13 encuentros, logrando marcar en cuatro oportunidades.
Su buena campaña en el Real Valladolid le valió para ser convocado por primera vez por la selección absoluta de Suecia en marzo de 2009, aunque sin llegar a debutar.
En 2015, a los 30 años de edad, solicitó autorización de la FIFA para incorporarse a la selección de fútbol de Eritrea, jugando su primer partido el 10 de octubre de ese año. Tres días más tarde convirtió el único gol en la derrota de su equipo frente a Botsuana.

## Clubes

### Como jugador
| Club                           | País           | Año       |
| ------------------------------ | -------------- | --------- |
| Udinese Calcio                 | Italia         | 2003-2005 |
| C. F. Ciudad de Murcia         | España         | 2005-2007 |
| Real Murcia C. F.              | España         | 2007-2009 |
| Real Valladolid C. F. (cedido) | España         | 2008-2009 |
| U. D. Almería                  | España         | 2009-2012 |
| AIK Estocolmo                  | Suecia         | 2012-2015 |
| Getafe C. F.                   | España         | 2016      |
| San Jose Earthquakes           | Estados Unidos | 2016      |
| AIK Estocolmo                  | Suecia         | 2017-2021 |

### Como entrenador
| Club                     | País   | Año   |
| ------------------------ | ------ | ----- |
| AIK Estocolmo (interino) | Suecia | 2022  |
| AIK Estocolmo (interino) | Suecia | 2024  |
| Degerfors IF             | Suecia | 2025- |

## Palmarés

### Títulos nacionales
| Título      | Club          | País   | Año  |
| ----------- | ------------- | ------ | ---- |
| Allsvenskan | AIK Estocolmo | Suecia | 2018 |